# Stylogyne
Stylogyne é um género botânico pertencente à família Myrsinaceae.